# Henrique II do Haiti
Henrique II (Jacques Victor-Henri; Haiti, 3 de março de 1804 - Haiti, 18 de outubro de 1820) foi um príncipe haitiano e herdeiro aparente de Henrique I.
Era o filho mais jovem de Henri Christophe, general que auxiliou na Revolução Haitiana e que desde o fim do Império Haitiano em 1806, era o governante do norte. Sua mãe foi Marie-Louise Coidavid e ele foi um dos poucos filhos sobreviventes do casal. Foi designado como "Príncipe Real" em 1811 ao estilo de Sua Alteza.
Após a morte de seu pai em 8 de outubro de 1820, o príncipe foi designado como rei, mas jamais chegou a governar. Após o suicidio de seu pai, o Haiti do Sul liderado por Alexandre Petión, invadiu o norte e reunificou o país por meio da força. Henri foi morto durante o processo no Palácio de Sans Souci.